# Stuart Dryburgh
Stuart Dryburgh (ur. 30 marca 1952 w Londynie) – operator filmowy.
Współpracował m.in. z Jane Campion, Johnem Saylesem, Mirą Nair, Bobem Rafelsonem. Za zdjęcia do "Fortepianu" w 1994 roku otrzymał nominację do Oscara, nagrody BAFTA, oraz zdobył główną nagrodę na festiwalu Camerimage.

## Wybrana filmografia
- 2007: Zaginiona